# Carl Kellner
Pour les articles homonymes, voir Kellner.
Carl Kellner, né le 26 mars 1826 à Hirzenhain et mort le 13 mai 1855 à Wetzlar, était un mécanicien allemand et un mathématicien autodidacte qui a fondé en 1849 « un institut optique » qui deviendra plus tard l'entreprise Leitz (de), puis Leica, un fabricant d'appareils photographiques et d'optiques.

## Biographie
En 1849, il fonda une entreprise spécialisée dans la fabrication de lentilles et de microscope, le « Optisches Institut ». Il fut l'inventeur d'un nouveau procédé optique utilisé dans les oculaires qu'il décrivit dans son traité Das orthoskopische Ocular, eine neu erfundene achromatische Linsencombination, procédé consistant en l'association de divers lentilles, permettant d'éviter les diverses distorsions inévitables dans les procédés de l'époque et permettant une rendu correct de la perspective. Son invention est toujours utilisée aujourd'hui et est connue sous l'appellation oculaire de Kellner.

## Héritage
Après sa mort, sa femme mena la compagnie qui comptait à l'époque 12 employés. En 1856, elle se maria à l'un de ses employés, Friedrich Belthle (1829 – 1869) qui fut dès lors le directeur de la compagnie. En 1864, ils furent rejoints par Ernst Leitz qui mena la compagnie à partir de 1869, la nommant Ernst Leitz GmbH. La compagnie connut une croissance rapide et le microscope qu'elle mit au point connut un réel succès.